# Körösladány
Körösladány é uma cidade da Hungria, situada no condado de Békés. Tem 123,79 km² de área e sua população em 2019 foi estimada em 4.557 habitantes.